# Falemprise
Falemprise est un hameau du village de Silenrieux situé en Wallonie. Administrativement il fait aujourd’hui partie de la commune de Cerfontaine et de la province de Namur (Belgique). Aujourd’hui village de loisirs et vacances il est surtout connu pour son barrage et lac artificiel. 
Avant le 16ème  siècle, l'endroit s'appelait Winanville

## Étymologie
Etymologiquement ‘Falemprise’ serait une contraction de ‘folle emprise’. A la fin du XVe siècle, un certain Hernoul Del Marche paie une emprise (une rente) sur le cours d'eau pour sa nouvelle entreprise métallurgique. Cette initiative fut considérée probablement comme folle.

## Histoire
Forge (marteau) et fourneau de Falemprise sont mentionnés pour la première fois dans un document de 1515. À partir de 1562, dans les documents d’héritage, on inclut également une ‘usine’ et cense. Le tout ne semble former qu’une seule propriété et domaine. L’industrie du fer se développe – l’abondance de l’eau et la présence d’un moulin y contribuent – et la forge est prospère au point que, au fil des temps, le maitre de forges (et sa famille) reçoit un titre de noblesse : les ‘Robaulx’ deviennent ‘de Robaulx’.  
Vers la moitié du XVIIIe siècle on ne mentionne plus que le 'fourneau’ (pas de forges) mais Falemprise est toujours en expansion et un second fourneau est construit à la fin du XVIIIe siècle.  Il est modernisé avec de nouveaux soufflets. Vers 1800 les deux fourneaux emploient 246 ouvriers. Le métal est reconnu de bonne qualité et Falemprise est ‘fournisseur’ pour l’arsenal des Pays-Bas autrichiens.  En 1835 les fourneaux de Falemprise obtiennent une médaille d’or à l’exposition de Bruxelles. 
Cependant les activités baissent. Dès 1836 les fourneaux marquent un premier arrêt. De nouveau en activité de 1839 à 1844 ils s’arrêtent bientôt définitivement. En 1859 c’est la fin des fourneaux à bois, remplacés ailleurs par des fours à coke. C’est la fin de l’industrie du fer à Falemprise.
Un renouveau de la vie économique du hameau s’amorce grâce au marbre, extrait dans la région. À partir de 1856 des scieries de marbre s’installent dans les anciennes installations.  Durant le XXe siècle cette industrie du marbre est florissante, particulièrement entre les deux guerres et après la Seconde Guerre mondiale. Les rocteurs, scieurs et polisseurs y sont actifs. On exporte vers l’Angleterre, les Pays-Bas, la France, l’Espagne. Mais le déclin s’installe dans les années 1970. 
La création des barrages de l'Eau d'Heure marquent un nouveau tournant dans la vie du hameau.  Des expropriations à grande échelle sont nécessaires pour ce grand projet. Le territoire du hameau, qui n’a jamais compté beaucoup d’habitants, se réduit considérablement. Tout est démonté pour le barrage de l’Eau d’Heure. Falemprise y perd sa gare ferroviaire sur la ligne 132. 
La création du vaste plan aquatique des ‘Lacs de l'Eau d'Heure’  permit une renaissance de la vie économique de Falemprise. Le pré-barrage de Falemprise (sur un des ruisseaux affluents de l’Eau d'Heure) a créé un lac subalterne autour duquel se sont développées des activités de loisirs. Sans compter le grand lac de la Plate Taille, au delà du barrage de Falemprise. Le tourisme est à présent la principale activité économique du hameau.

## Bâtiments
- Le pré-barrage de Falemprise est un des trois barrages retenant l’Eau d'Heure (et ses affluents) avant le grand barrage de la Plate Taille qui crée la vaste ètendue d'eau appelée 'lacs de l’Heure'. Le pré-barrage est construit en béton armé la hauteur du mur est de 16 mètres la longueur est de 226 mètres.
- Le village avait une gare ferroviaire sur la ligne de chemin de fer 132. Elle a disparu sous les eaux lors de la création du lac.
- Un village de loisirs et centre de délassement touristique s’est développé autour du lac de Falemprise: camping, activités aquatiques, golf, etc.